# Vodafone 703N
Vodafone 703N（ボーダフォン 703N）は、NECが開発した、ボーダフォン日本法人（現：ソフトバンク）が販売するW-CDMA通信方式のVodafone 3G（現：SoftBank 3G）サービスを利用可能な携帯電話端末。
2005年9月20日にボーダフォンよりプレスリリース、2005年11月5日より発売開始した。JATE通過は2005年8月2日。

## 特徴
この端末はVodafone 3Gの中ではローエンド端末に相当するものである。Vodafone 3GのW-CDMA網を用いて通信を行うが、GSMは搭載しておらず海外のW-CDMA網にも非対応の為Vodafone 802Nに続き国際ローミングサービスには対応していない。また、Vodafone live! BBサービスにも対応していない。
この端末の外見上の特徴としては、「自分らしさ」「上質」をキーワードに搭載されたレザータッチデザインが挙げられる。基本性能に重点を置いたローエンド端末であると言うこととシックで落ち着いた印象のレザータッチデザインなどから主に中高年層をターゲットにしていると思われる。
ユーザーインターフェイスについてはVodafone 802Nからほとんど変更はない。(一部プリセットの変更及び絵文字がx02仕様からPDC標準に戻った程度である)
そのため、他のVodafone x03シリーズとは違いメール作成画面がx02シリーズのままであったり常時時計が表示されないなど他のVodafone x03シリーズとは少し異なったユーザーインターフェイスとなっている。
なお、2011年11月以降にソフトバンクモバイルの音声ネットワーク最適化が予定されており、これにより本機種では通話品質の低下・一部機能制限が生じる可能性があるため、同年10月まで指定機種との無償交換が行われている。